# Гаррі Кук
Гаррі Кук  (англ. Garry Cook, 10 січня 1958) — британський легкоатлет, олімпійський медаліст.

## Виступи на Олімпіадах
| Олімпіада         | Дисципліна              | Місце |
| ----------------- | ----------------------- | ----- |
| Лос-Анджелес 1984 | естафета 4 x 400 метрів | 2     |